# Rebo Tchulo
Deborah R'belle (ancien)
Rebo, de son vrai nom Deborah Tshimpaka Mulanga, née le 5 décembre 1997 à Kinshasa, est une chanteuse, autrice-compositrice et danseuse congolaise. Elle est également connue sous le nom de scène Rebo Tchulo. Elle a eu une fille en 2022 avec le chanteur congolais, Innocent Didace Balume, connu plus sous le pseudonyme professionnel de Innoss’B.

## Jeunesse et débuts dans la musique
Née à Kinshasa le 5 décembre 1997, Rebo Tchulo compose et interprète. Rebo a d’abord chanté des musiques gospel dans son église. Elle  était remarquée par son extravagance. Surnommée la reine du déshabillement pour ses tenues, elle sera expulsée de son église. Malgré tout, elle continuera de consacrer sa vie à la musique. En 2016, elle participe à plusieurs concours qui lui permettront de chanter avec plusieurs chanteurs anonymes congolais. En 2017, elle sera connue du grand public sous le label FG Production de Ferré Gola, et entreprend, dans la suite de sa carrière solo, de se séparer de son mentor en 2021. Elle s’est engagée à faire sa carrière en indépendant, après avoir mis sur le marché discographique son dernier single solo intitulé Pepele, s'est classé en première position dans plusieurs villes,. Sa présence sur les médias sociaux, notamment Instagram et YouTube, lui a permis de se connecter avec un public plus large. Ses collaborations artistiques ont également contribué à sa visibilité. Elle est devenue l’une des personnalités congolaises les plus suivies en ligne. Dernièrement, la chanteuse congolaise a signé chez Warner Music. De plus, la maison de disque s’occupera de la protection de ses droits d’auteur.

## Discographie

### Singles
- 2018 : Cœur Fragile
- 2019 : Okanga nga
- 2019 : Biloko
- 2019 : Ni Nani
- 2020 : Mbote
- 2021 : Pepele
- 2022 : Contaminée
- 2023 : Mukaji Internationale
- 2023 : Mata kuna yo ft JULES YSOK
- 2023 : Mputu Meya - LOKETO Remix feat. Rebo Tchulo x Innoss'B
- 2024 : Choquer
- 2024 : Mobambo
- 2025 : Antidote

## Récompenses
- 2021 : Meilleure artiste féminine d'Afrique centrale au prix Afrima[10]
- 2023 : Plaque YouTube Silver pour avoir cummulé 104 000 abonnés[11].